# 江島雅紀
江島 雅紀（えじま まさき、1999年3月6日 - ）は、日本の棒高跳びの選手である。
2018年、タンペレで開催された世界U20選手権で銅メダルを獲得した。2019年にドーハで開催された世界選手権に出場した。 
2020年東京オリンピックの陸上競技男子棒高跳び予選では上位12人による決勝に進めず予選敗退となった。
個人的なベストは、屋外で5.71メートル（木更津2019）、屋内で5.50メートル（パジュラハティ2017）である。

## 国際大会
| 年                | 大会                         | 会場                               | 結果              | 補足              |
| Representing 日本 | Representing 日本            | Representing 日本                  | Representing 日本 | Representing 日本 |
| ----------------- | ---------------------------- | ---------------------------------- | ----------------- | ----------------- |
| 2015              | 世界ユース陸上競技選手権大会 | コロンビア、サンティアゴ・デ・カリ | 6th               | 5.00 m            |
| 2016              | 世界U20陸上競技選手権大会    | ポーランド、ブィドゴシュチュ       | 6th               | 5.35 m            |
| 2017              | アジア陸上競技選手権大会     | インド、ブバネーシュワル           | 2nd               | 5.65 m            |
| 2017              | ユニバーシアード             | 台湾、台北市                       | 4th               | 5.40 m            |
| 2018              | 世界U20陸上競技選手権大会    | フィンランド、タンペレ             | 3rd               | 5.55 m            |
| 2019              | アジア陸上競技選手権大会     | カタールドーハ                     | 6th               | 5.51 m            |
| 2019              | ユニバーシアード             | イタリア、ナポリ                   | 7th               | 5.21 m            |
| 2019              | 世界陸上競技選手権大会       | カタール、ドーハ                   | 28th（q）         | 5.45 m            |

## 参照資料
1. ↑    - 江島雅紀 - ワールドアスレティックスのプロフィール（英語）
2. ↑  “棒高跳び山本聖途、江島雅紀はともに予選敗退”. 日刊スポーツ 2021年7月31日閲覧。